# 924
924 (CMXXIV) var ett skottår som började en torsdag i den julianska kalendern.

## Händelser

### Juli
- 17 juli – Vid Edvard den äldres död efterträds han som kung av Wessex av sin son Ethelweard. Denne dör dock själv redan efter två veckor och efterträds då av sin bror.

### Augusti
- 2 augusti – När Ethelweard avlider efter endast två veckor som kung av Wessex efterträds han på tronen av sin bror Æthelstan. När han tre år senare har erövrat Northumbria antar han titeln Rex Anglorum ("Engelsmännens konung") och därifrån räknas kungarna av Wessex som kungar av England.

## Födda
- Fujiwara no Koretada, japansk statsman, hovman, politiker och poet.

## Avlidna
- 17 juli – Edvard den äldre, kung av Wessex sedan 899
- 2 augusti – Ethelweard, kung av Wessex sedan 17 juli detta år